# Aldol

Structura generală a unui aldol: dacă R3 este -H, atunci este o β-hidroxialdehidă; altfel, este o β-hidroxicetonă.

Un aldol (denumire provenită de la cuvintele „aldehidă-alcool”) este o beta-hidroxi aldehidă sau cetonă, fiind obținut în urma condensării aldolice a doi compuși carbonilici, fără deshidratare (reacție aldolică).